# Elisabeth Eidenbenz
Elisabeth Eidenbenz (Wila, 12 giugno 1913 – Zurigo, 23 maggio 2011) è stata un'insegnante e infermiera svizzera fondatrice della Maternité Suisse d'Elne (nota anche come Mothers of Elne in inglese, Maternitat d'Elna in catalano, Maternidad de Elna in spagnolo).

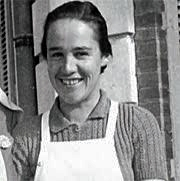
Elisabeth Eidenbenz

Tra il 1939 e il 1944 salvò circa 600 bambini, per lo più figli di repubblicani spagnoli, rifugiati ebrei e rom in fuga dall'invasione nazista.

## Biografia

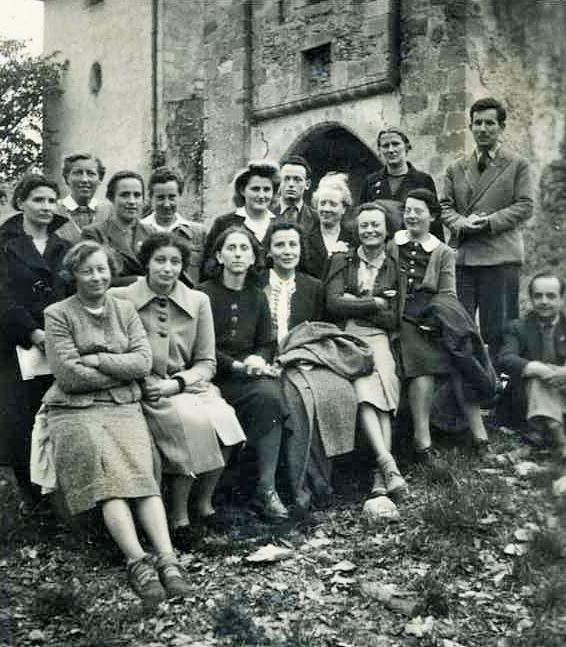
Elisabeth Eidenbenz (in piedi: terza da sinistra) riunione del personale della SAK, Château de la Hille, 1941.

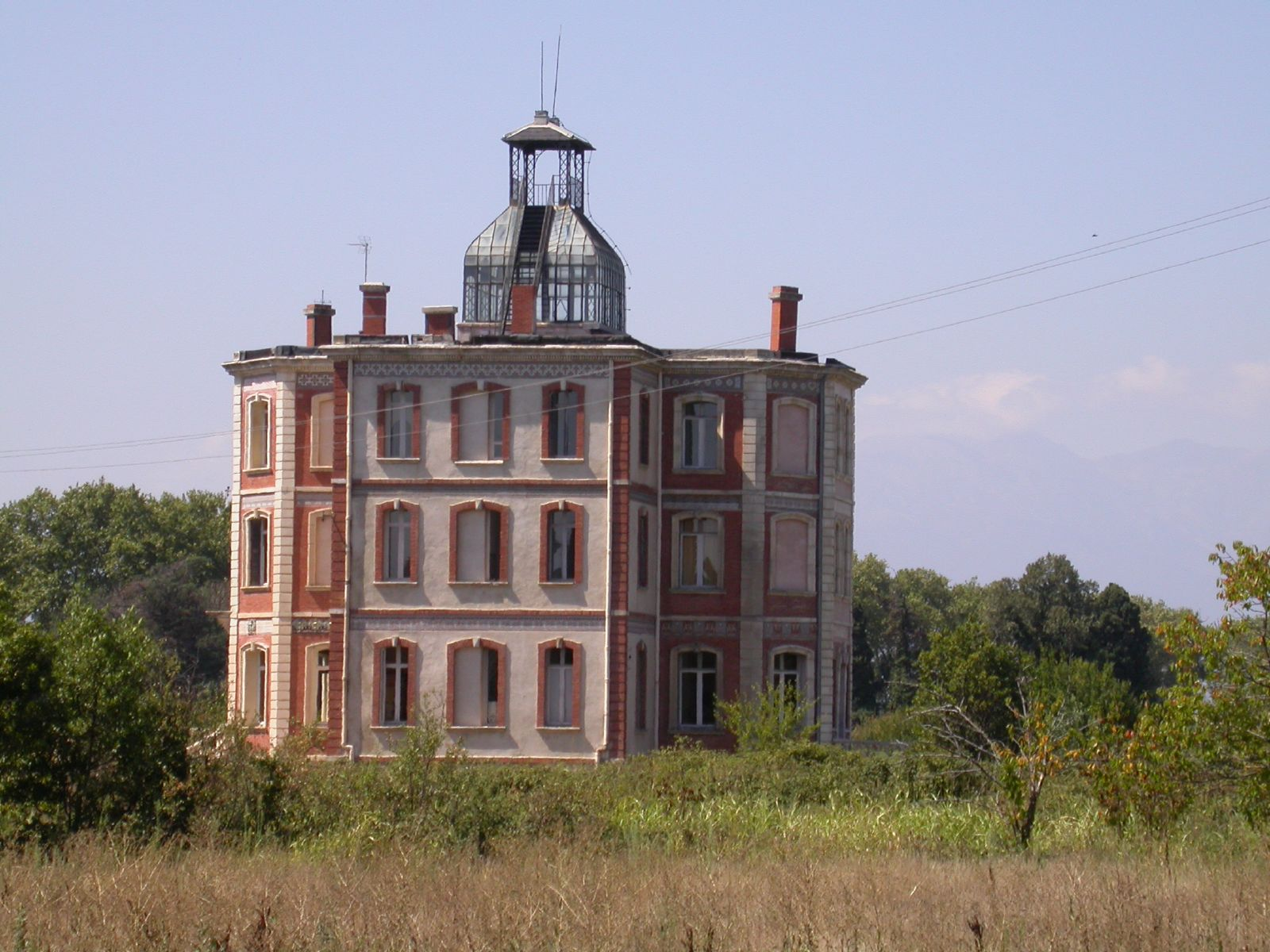
L'ospedale restaurato della Maternité Suisse d'Elne.

Elisabeth insegnò in Svizzera e in Danimarca fino a quando decise di unirsi all'Asociación de Ayuda a los Niños en Guerra. Dopo la caduta della Repubblica Spagnola, molti esuli repubblicani cercarono rifugio in Francia, quasi tutti furono bloccati e rinchiusi nei campi di concentramento o internamento: tenuti sulla spiaggia senza alcuna infrastruttura, con la sabbia come unica protezione e senza alcuna misura sanitaria, molti di loro morirono di malnutrizione e malattie; molte donne incinte persero i loro figli o morirono durante il parto.
Elisabeth arrivò a Madrid il 24 aprile 1937 come volontaria nell'ambito del gruppo di soccorso Ayuda Suiza ma poco dopo si trasferì nel sud della Francia. Parlava sia lo spagnolo che il catalano e, sconvolta dalle condizioni delle madri e dei bambini tra i rifugiati, Elisabeth decise di trasformare un palazzo abbandonato a Elne in una casa di maternità.
Inizialmente il gruppo di soccorso si affidò alle donazioni volontarie provenienti da tutta Europa, ma dopo l'inizio della guerra i fondi si esaurirono velocemente mentre nel frattempo aumentava il flusso di rifugiati in arrivo sia dalla Francia che dal resto d'Europa: si trattò soprattutto di donne ebree in fuga dall'occupazione nazista. Il gruppo si vide costretto ad associarsi alla Croce Rossa e a dover rispettare la sua politica di neutralità: questa scelta avrebbe impedito quindi al gruppo di ospitare i rifugiati politici, per lo più ebrei. Si decise quindi che le identità della maggior parte dei rifugiati sarebbe rimasta nascosta per aggirare queste leggi. Il gruppo fu perseguitato dalla Gestapo e in un'occasione alcuni membri furono anche arrestati, fino alla chiusura definitiva dell'ospedale avvenuta nel 1944. Nel periodo di attività furono salvati circa 400 bambini spagnoli e 200 ebrei provenienti da tutta Europa.
In seguito Elisabeth si ritirò a Rekawinkel, a 30 km da Vienna e nel 2009 si trasferì a Zurigo dove poi morì nel 2011. Nel 2002 l'opera da lei svolta durante il periodo bellico fu riconosciuta grazie alla pubblicazione di diversi libri sulla sua vita e da un incontro avvenuto poco prima della Pasqua del 2002, quando 60 sopravvissuti che aveva contribuito a salvare si ritrovarono a Elne per onorare La Señorita.

## Nella cultura di massa
Ispirato alla sua vita, nel 2007 è uscito il romanzo Les enfants d'Elisabeth di Hélène Legrais e nel 2017 il lungometraggio La lumière de l'espoir di Silvia Quer. Nell'edificio un tempo occupato dalla Maternité Suisse a Elne nel 2013 è stato aperto un museo.

## Onorificenze
È cittadina onoraria del comune di Elne;